# Белгард ан Форез
Белгард ан Форез (фр. Bellegarde-en-Forez) насеље је и општина у источној Француској у региону Рона-Алпи, у департману Лоара која припада префектури Монбризон.
По подацима из 2011. године у општини је живело 1923 становника, а густина насељености је износила 101,69 становника/km². Општина се простире на површини од 18,91 km². Налази се на средњој надморској висини од 406 метара (максималној 606 m, а минималној 361 m).

## Демографија
| 1962. | 1968. | 1975. | 1982. | 1990. | 1999. | 2011. |
| ----- | ----- | ----- | ----- | ----- | ----- | ----- |
| 1.039 | 1.043 | 1.081 | 1.280 | 1.283 | 1.464 | 1.923 |

График промене броја становника у току последњих година